# افیمتریکس
افیمتریکس (انگلیسی: Affymetrix) شرکت داروسازی آمریکایی است، که در سال ۱۹۹۲ تأسیس شد.